# Swertia densifolia
Swertia densifolia är en gentianaväxtart som först beskrevs av August Heinrich Rudolf Grisebach, och fick sitt nu gällande namn av Kashyapa. Swertia densifolia ingår i släktet Swertia och familjen gentianaväxter. Inga underarter finns listade i Catalogue of Life.